# Boyd Kosiyabong
Cheewin "Boyd" Kosiyabong (en tailandés: ชีวิน (บ อย) โก สิ ย พง ษ์, 5 de septiembre de 1967, Bangkok), es un cantante, compositor y productor musical del género R & B tailandés, cuyas canciones son de inspiración romántica y baladas en la que han sido de grandes éxitos durante su trayectoria musical.

## Discografía
- BOYd E.P. (1994)
- Rhythm & BOYd (1995)
- Seasons Change Remixes (1995)
- One E.P (1996)
- Simplified (1996)
- Thanks (1997)
- File (Special Album) (1998)
- Delite (Single) (1998)
- Listen To Me (Single) (1999)
- Songs From Different Scenes (2002)
- Pho (พอ) (Single) (2002)
- Million Ways To Love Part I (2003)
- Melodies for Our Mothers (2003)
- Songs From Different Scenes #2 (2003)
- Songs From Different Scenes #3 (2004)
- Kindly Delite (2005)
- Songs From Different Scenes #4 (2005)
- Rhythm & Boyd Eleventh (2006)
- Boyd & Bundit (2007)
- Bittersweet (with Thanachai Ujjin) (2007)
- Songs from Different Scenes #5 (2008)